# Tchatchersk
Tchatchersk (en biélorusse : Чачэрск) ou Tchetchersk (en russe : Чечерск) est une ville de la voblast de Homiel ou Gomel, en Biélorussie, et le centre administratif du raïon de Tchatchersk. Sa population s'élevait à 8 222 habitants en 2016.

## Géographie
Tchatchersk se trouve sur la rive droite de la rivière Tchetchova, à son confluent avec la Soj, un affluent du Dniepr, à 65 km au nord de Gomel, la capitale administrative de la voblast.

## Histoire
La première mention écrite de la ville remonte à l'année 1159, lorsque, sous le nom de Radimitchi, un château y est construit. En 1510, elle obtient l'autonomie urbaine (droit de Magdebourg), puis en 1629 le droit de tenir un marché hebdomadaire et une foire annuelle. Elle est alors le centre d'un district du grand-duché de Lituanie, dans la république des Deux Nations. En 1772, le premier partage de la Pologne l'attribue à la Russie. Elle devient le centre de la province de Rogatchev et connaît une période d'expansion et de grande prospérité. Elle fait partie du gouvernement de Tchernigov.
En 1897, la ville, située dans la zone de résidence obligatoire des sujets juifs de l'Empire russe, abrite une communauté forte de 1 692 personnes (soit 60 % de la population totale).
Après la révolution de 1917, elle intègre le gouvernement de Gomel en 1919, devient un centre administratif de raïon en 1926 et accède au statut de commune urbaine en 1938. Du 4 août 1941 au 27 novembre 1943, elle est occupée par l'Allemagne nazie.
En novembre et décembre 1941, après un enfermement dans un ghetto, la population juive et la population Romani sont exterminées par les nazis et des collaborateurs locaux lors d'exécutions de masse (voir aussi (en) Holocauste à Tchatchersk).
De 1962 à 1965, elle appartient au raion de Bouda-Kachaliova avant de redevenir centre de raïon et d'obtenir le statut de ville en 1971.
Tchatchersk a beaucoup souffert des conséquences de la catastrophe de Tchernobyl et a perdu 20 % de sa population.

## Population
Recensements (*) ou estimations de la population :
| 1880  | 1897* | 1923* | 1926* | 1939* |
| ----- | ----- | ----- | ----- | ----- |
| 1 700 | 2 819 | 1 766 | 3 685 | 5 100 |

| 1959* | 1970* | 1979* | 1989* | 1999  |
| ----- | ----- | ----- | ----- | ----- |
| 2 865 | 5 776 | 8 303 | 9 762 | 7 400 |

| 2009* | 2013  | 2014  | 2015  | 2016  |
| ----- | ----- | ----- | ----- | ----- |
| 7 991 | 8 060 | 8 086 | 8 109 | 8 222 |